# 콰시르
콰시르는 북유럽 신화에 나오는 신으로, 신들의 침에서 탄생했다. 매우 현명하고 착하였으나, 후에 다크 엘프들이 그를 죽인 후, 그의 피를 섞어 꿀술을 만들게 된다. 하지만 그들은 수통이라는 거인에게 이 꿀술을 빼앗기게된다. 후긴과 무닌에 의해서, 콰시르의 피로 꿀술을 만들었다는 사실을 알게 된 오딘은 거인으로 변신한 뒤, 수통의 딸에게 꿀술을 딱 세 모금만 마시게 해달라고 부탁한 뒤, 꿀술을 전부 마셔버리고, 새로 변장하여 아스가르드로 날아가버리고, 꿀술은 오딘이 마련해두었던 항아리에 보관하게 된다. 수통은 이를 알고, 새로 변장한 오딘을 쫓아갔으나 오딘이 아스가르드로 들어가버리자, 그가 신인걸 알고 포기하게 된다.